# Mayerlingdramat

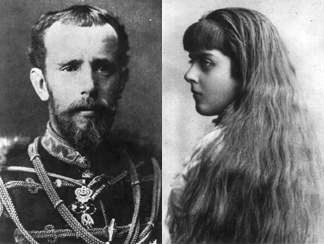
Kronprins Rudolf och baronessan Marie Vetsera.

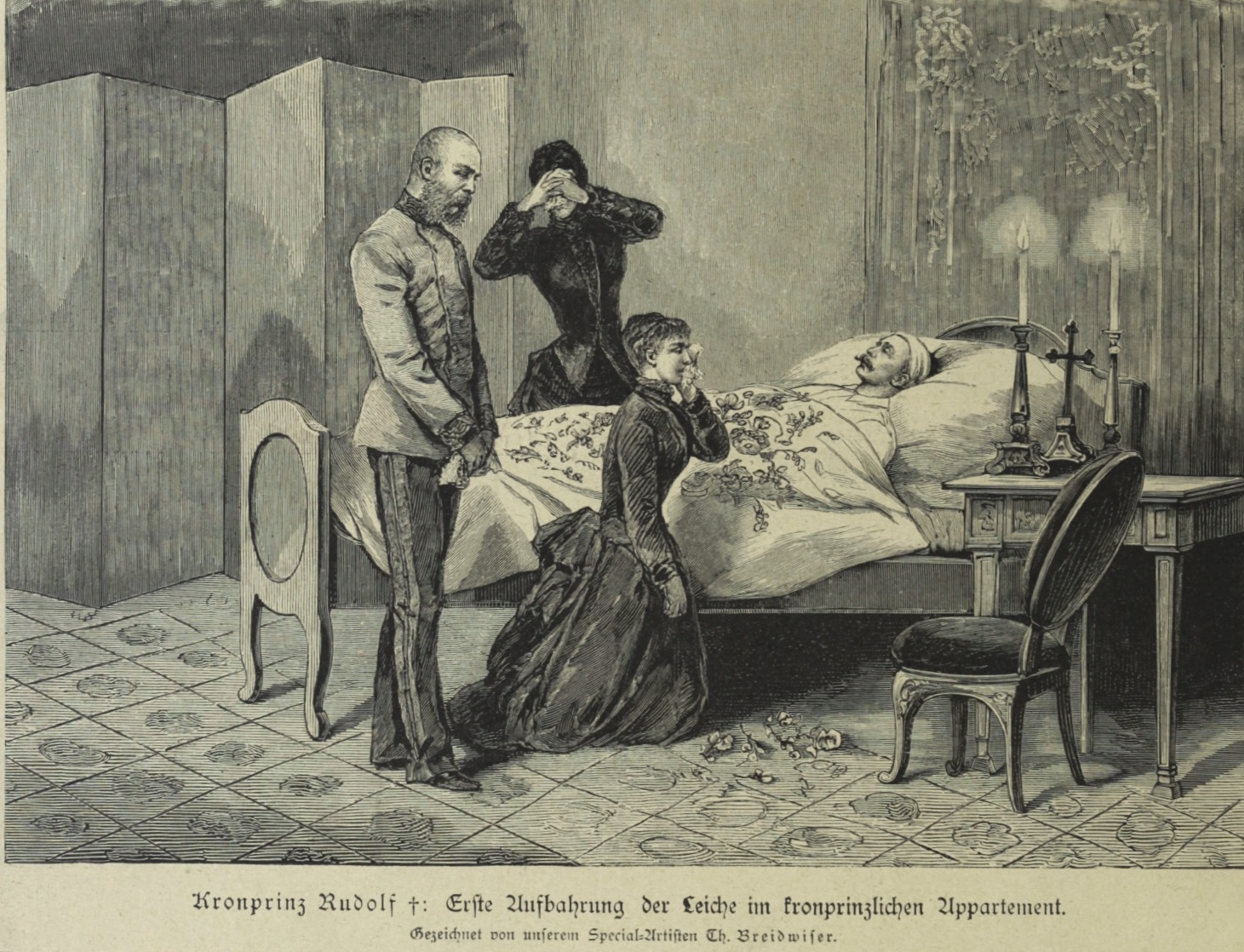
Det österrikiska kejsarparet sörjer vid sin döde sons säng.

Mayerlingdramat var en händelse som ägde rum 30 januari 1889, då kronprins Rudolf av Österrike och hans 17-åriga älskarinna Marie Vetsera dog på jaktslottet i Mayerling utanför Wien. De närmare omständigheterna är ännu oklara, då hovet i Wien förstörde nyckeldokumenten och belade samtidsvittnena med livslång tystnadsplikt. 
Enligt de officiella rapporterna begick paret självmord tillsammans: kronprins Rudolf sades ha tagit sitt liv efter att först ha skjutit Vetsera till döds. Det har dock spekulerats mycket om upptakten och orsakerna till dramat och det har förekommit misstankar om att det inte rörde sig om en självmordspakt utan att det unga paret mördades. Nya rön[när?] har bland annat visat att skadorna på Vetseras  kranium tyder på att hon slagits ihjäl.
Händelsen har bland annat filmatiserats 1936 och 1968 och en kraftigt modifierad version av episoden finns med i Illusionisten (2006), där kronprins Rudolf emellertid bär namnet Leopold. Det finns även en känd balett som heter Mayerling av Kenneth MacMillan.